# Hisztorija majho zsiccja
A Story of My Life (eredetileg belaruszul: Hisztorija majho zsiccja, cirill betűkkel: Гісторыя майго жыцця, magyarul: Életem története) az belarusz Naviband dala, mellyel Fehéroroszországot képviselték a 2017-es Eurovíziós Dalfesztiválon, Kijevben. A dal a BTRC által szervezett nemzeti döntőben nyerte el az eurovíziós indulás jogát 2017. január 20-án.

## Eurovíziós Dalfesztivál
A dalt az Eurovíziós Dalfesztiválon először a május 11-i második elődöntőben adták elő, fellépési sorrendben tizennegyedikként a Svájcot képviselő Timebelle Apollo című dala után, és a Bulgáriát képviselő Kristian Kostov Beautiful Mess című dala előtt. Az elődöntőből a kilencedik helyen jutottak tovább a május 13-i döntőbe, ahol fellépési sorrendben harmadikként léptek fel a Lengyelországot képviselő Kasia Moś Flashlight című dala után, és az Ausztriát képviselő Nathan Trent Running on Air című dala előtt. A pontozás során a zsűri szavazáson összesítésben a tizenhatodik helyen végeztek 50 ponttal (Azerbajdzsántól és Ukrajnától maximális pontot kaptak), míg a nézői szavazáson a tizenharmadik helyen végeztek 33 ponttal, így összesítésben 83 ponttal a verseny tizenhetedik helyezettjei lettek.
A következő belarusz induló Alekseev Forever című dala volt a 2018-as Eurovíziós Dalfesztiválon.